# Samuel John Galton

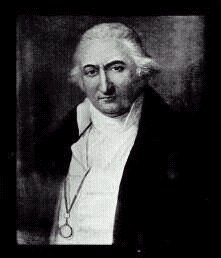
Samuel Galton

Samuel John Galton (* 18. Juni 1753 in Duddeston/England (heute ein Ortsteil von Birmingham); † 19. Juni 1832) war ein Waffenfabrikant und Bankier im England der beginnenden Industriellen Revolution. Aufgrund seiner wissenschaftlichen Forschungen im Bereich der Optik, der Farben und des Lichtes wurde er in die Royal Society berufen; außerdem war er Mitglied der Lunar Society, die sich zeitweise auch in seinem Haus Great Barr Hall bei Birmingham zusammenfand.

## Leben
Galton entstammte einer Familie von Quäkern, also einer Friedenskirche. Dies hinderte Galtons Vater, Samuel Galton sen., aber nicht daran, eine Manufaktur für Schusswaffen zu betreiben. Nach einer intensiven Ausbildung an der Warrington Academy in Lancashire, einer privaten Handelsschule, trat Galton im Jahr 1773 als Stellvertreter seines Vaters in die Firma ein und wurde ein Jahr später zu dessen gleichberechtigtem Partner. Durch die Familie des anderen Firmenpartners und Schwagers Galton seniors, Joseph Farmer, war seine Firma am Rande auch in den Sklavenhandel an der afrikanischen Westküste verwickelt. Die frühzeitige Abkehr von diesem Geschäftszweig war offenbar nicht etwa durch moralische Bedenken begründet, sondern durch die höhere Gewinnspanne beim Handel mit Goldstaub, der das Geschäft mit den Sklaven ablöste. Ob Galton selbst diese Geschäftsverbindungen unterstützte, ist nicht bekannt. Allerdings gehörte Galton, zusammen mit Joseph Priestley und Matthew Boulton, zu der Begrüßungsdelegation für Olaudah Equiano bei einem Besuch in Birmingham (1789), der durch seine Autobiografie zu einer Leitfigur der Anti-Sklavereibewegung geworden war.
Durch seine Heirat im Jahre 1777 mit Lucy Barclay (1757–1817), deren Familie ebenfalls Quäker waren, weitete Galton seine Geschäfte auch auf das Bankwesen aus; die Barclays Bank, in die er eingeheiratet hatte, besteht noch heute. 
Im Zuge der Industrialisierung arbeitete die in Birmingham beheimatete Firma Steelhouse Lane gun works eng mit dem Maschinenhersteller Boulton & Watt zusammen. So traf Galton auf führende Köpfe der Lunar Society, einer liberalen philosophischen Gesprächsrunde, der neben James Watt, Matthew Boulton und William Murdoch, die Galton aufgrund beruflicher Kontakte kannte, unter anderem auch Joseph Priestley angehörte, der kurz vor Galtons Eintritt in die Warrington Academy sein dortiges Lehramt aufgegeben hatte und zu dem sich rasch eine persönliche Freundschaft entwickelte. Nachdem Priestley anlässlich eines Festessens zum 5. Jahrestag der Französischen Revolution durch seine liberalen Einstellungen einige Unruhe in Manchester ausgelöst hatte (als Fortsetzung der Priestley Riots von 1791) und starken Anfeindungen ausgesetzt war, stellte Galton Priestleys Frau unter seinen persönlichen Schutz und ergriff öffentlich Partei für ihn, bis Priestley im selben Jahr in die USA auswanderte.
Sein Engagement besonders im Waffenhandel, aber auch als Bankier zerrüttete zunehmend das Verhältnis Galtons zu seinen Glaubensbrüdern. Insbesondere Galtons Produktion von Kriegswaffen, zum Beispiel Bajonetten, stieß seit den 1790er Jahren auf immer größere Kritik innerhalb seiner Kirche und führte letztlich zum Ausschluss aus seiner Gemeinde. Erste offizielle Beschwerden wies Galton noch zurück, doch dem zunehmenden Druck konnte er sich auf die Dauer nicht entziehen. Im Jahr 1804 zog sich Galton schließlich aus Waffenhandel und Bankgeschäften zurück, indem er sie an seinen Sohn Samuel Tertius Galton übergab, der einige Zeit darauf den Waffenhandel einstellte. Daraufhin verbesserte sich das Verhältnis seiner Glaubensbrüder zu Galton deutlich. Er nahm die Geschäfte nicht wieder auf. Trotzdem wuchs sein Vermögen bis zu seinem Tod im Jahr 1832 von ca. 140.000 Pfund (1803) auf rund 300.000 Pfund. Zum Vergleich: Zu Beginn seiner Karriere in der väterlichen Waffenfabrik 1775 bezifferte sich sein Vermögen auf 10.000 Pfund. Dadurch sicherte er das finanzielle Wohlergehen der Familie für die nächsten Generationen.

## Wissenschaftliche Arbeit
Galtons Wissbegierde in Bezug auf die aufkeimenden systematischen Wissenschaften äußerte sich rasch in Form von Beobachtungen, die er überall und auf jedes Thema bezogen notierte und einer großen Sammelleidenschaft von wissenschaftlichen Geräten und Literatur jeder Art. Seine Freundschaft zu Priestley, dem Entdecker des Sauerstoffs, und sein Eintritt in die Lunar Society (1781) verstärkten diese Neugier noch. Rasch bildeten sie die Basis für eigene Forschungen. So legte er in seiner Schrift Experiments on the Prismatic Colors vom April 1781 dar, dass die einzelnen Farben, die durch ein Newtonsches Prisma erzeugt und auf einem Kreisel angeordnet wurden, bei rascher Drehung wieder Weiß ergaben. Diese Entdeckung wird meist dem Physiker Thomas Young zugeschrieben, der sie aber erst ein Vierteljahrhundert nach Galton machte.
Für seine Arbeiten wurde Galton am 8. Dezember 1785 als Mitglied in die Royal Society gewählt.

## Familiäre Beziehungen

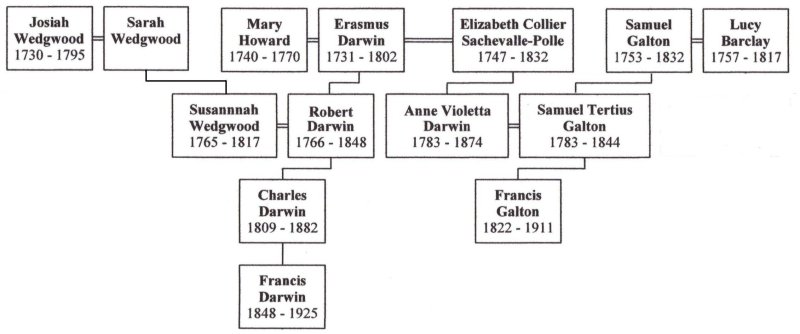
Familiäre Verflechtungen mit anderen Mitgliedern der Lunar Society und deren Nachfahren

Galtons und Barclays Sohn Samuel Tertius Galton (1783–1844) heiratete Frances Ann Violetta Darwin (1783–1874), die Tochter des Gründers der Lunar Society, Erasmus Darwin (Großvater von Charles Darwin). Sie wurden wiederum zu den Eltern von Sir Francis Galton (1822–1911), eines wichtigen britischen Forschers.